# Crush
Crush (Зіткнення, падіння) — пісня австралійського гурту Pendulum, четвертий сингл з альбому Immersion. Випущений 16 січня 2011 року та потрапив до UK Singles Chart на 92 сходинку. Офіційне відео до пісні було відзняте влітку 2010 року, але датою випуску відео вважають 7 січня 2011 року. Сингл був передостаннім до розпаду колективу. А відеокліп був на даний момент останнім у репертуарі гурту. У 2013 році гурт Pendulum відмовився від завантажень даного треку у соціальні мережі, лише для вільного скачування.

## Треклист
- Digital Single (неивідомо)

| #  | Назва                | Тривалість |
| -- | -------------------- | ---------- |
| 1. | «Crush (Radio edit)» | 3:22       |

- iTunes Bundle (невідомо)

| #  | Назва                | Тривалість |
| -- | -------------------- | ---------- |
| 1. | «Crush» (radio edit) | 3:22       |

- CD Single (невідомо)

| #  | Назва                | Тривалість |
| -- | -------------------- | ---------- |
| 1. | «Crush» (radio edit) | 3:22       |